# 1984年全豪オープン
1984年 全豪オープン（1984ねんぜんごうオープン、Australian Open 1984）は、オーストラリア・メルボルン市内にある「クーヨン・テニスクラブ」にて、1984年11月26日から12月9日まで開催された。

## 大会の流れ
- 大会会場はメルボルン市内にある「クーヨン・テニスクラブ」の芝生コートで開催。
- 男子シングルスは「96名」の選手による7回戦制で行われ、シード選手16名を含む32名の上位選手は「1回戦不戦勝」（抽選表では“Bye”と表示）があった。女子シングルスは「64名」の選手による6回戦制で行われた。
- 混合ダブルスは、1970年から1985年まで競技の実施が中止されていた。したがって、記事中の「決勝戦の結果」に混合ダブルスはなく、4部門のみの記載になる。

## シード選手

### 男子シングルス
1. イワン・レンドル　（4回戦）
2. マッツ・ビランデル　（優勝、大会2連覇）
3. ヨアキム・ニーストロム　（4回戦）
4. ヨハン・クリーク　（ベスト4）
5. パット・キャッシュ　（ベスト8）
6. ビタス・ゲルレイティス　（2回戦＝初戦）
7. ティム・メイヨット　（2回戦＝初戦）
8. ステファン・エドベリ　（ベスト8）
9. ケビン・カレン　（準優勝）
10. ジョン・ロイド　（2回戦＝初戦）
11. ラメシュ・クリシュナン　（3回戦）
12. ブラッド・ギルバート　（4回戦）
13. マイク・バウアー　（3回戦）
14. ベン・テスターマン　（ベスト4）
15. ビジャイ・アムリトラジ　（2回戦＝初戦）
16. ミロスラフ・メチージュ　（2回戦＝初戦）

### 女子シングルス
1. マルチナ・ナブラチロワ　（ベスト4）
2. クリス・エバート・ロイド　（優勝、2年ぶり2度目）
3. パム・シュライバー　（ベスト8）
4. ウェンディ・ターンブル　（ベスト4）
5. クラウディア・コーデ＝キルシュ　（3回戦）
6. ジーナ・ガリソン　（1回戦）
7. カーリン・バセット　（1回戦）
8. アンドレア・テメシュバリ　（3回戦）
9. ヘレナ・スコバ　（準優勝）
10. シルビア・ハニカ　（2回戦）
11. カタリナ・リンドクイスト　（1回戦）
12. バーバラ・ポッター　（ベスト8）
13. ジョー・デュリー　（2回戦）
14. アリシア・モールトン　（1回戦）
15. キャシー・リナルディ　（3回戦）
16. シュテフィ・グラフ　（3回戦）

## 大会経過

### 男子シングルス
準々決勝
- ケビン・カレン vs.  スコット・デービス　7-5, 6-2, 6-3
- ベン・テスターマン vs.  ボリス・ベッカー　6-4, 6-3, 6-4
- ヨハン・クリーク vs.  パット・キャッシュ　7-5, 6-1, 7-6
- マッツ・ビランデル vs.  ステファン・エドベリ　7-5, 6-3, 1-6, 6-4

準決勝
- ケビン・カレン vs.  ベン・テスターマン　2-6, 4-6, 6-3, 6-4, 6-4
- マッツ・ビランデル vs.  ヨハン・クリーク　6-1, 6-0, 6-2

### 女子シングルス
準々決勝
- マルチナ・ナブラチロワ vs.  バーバラ・ポッター　6-3, 6-2
- ヘレナ・スコバ vs.  パム・シュライバー　6-2, 6-7, 6-1
- ウェンディ・ターンブル vs.  シャロン・ウォルシュ　7-5, 6-2
- クリス・エバート・ロイド vs.  ソフィー・アミアシュ　6-2, 6-1

準決勝
- ヘレナ・スコバ vs.  マルチナ・ナブラチロワ　1-6, 6-3, 7-5
- クリス・エバート・ロイド vs.  ウェンディ・ターンブル　6-3, 6-3

## 決勝戦の結果
- 男子シングルス： マッツ・ビランデル vs.  ケビン・カレン　6-7, 6-4, 7-6, 6-2
- 女子シングルス： クリス・エバート・ロイド vs.  ヘレナ・スコバ　6-7, 6-1, 6-3
- 男子ダブルス： マーク・エドモンドソン＆ シャーウッド・スチュワート vs.  マッツ・ビランデル＆ ヨアキム・ニーストロム　6-2, 6-2, 7-5
- 女子ダブルス： マルチナ・ナブラチロワ＆ パム・シュライバー vs.  クラウディア・コーデ＝キルシュ＆ ヘレナ・スコバ　6-3, 6-4

## みどころ
- 1984年はマルチナ・ナブラチロワの圧倒的な強さが際立った年であったが、年末開催の全豪オープン女子シングルス準決勝でヘレナ・スコバに敗れたため「年間グランドスラム」は成立せず、1983年ウィンブルドン選手権から続いてきたナブラチロワの4大大会連続優勝記録も「6連勝」で止まった。女子ダブルスでは、パム・シュライバーとのペアで1984年度の年間グランドスラムが成立した。